# GAZ-69
De GAZ-69 (Russisch: ГАЗ-69) was een vierwielaangedreven terreinwagen van de Russische automobielfabrikant GAZ. In 1952 werd deze wagen geïntroduceerd als de opvolger van de GAZ-67B. In december 1954 werd de productie deels overgenomen door OeAZ in Oeljanovsk en vanaf de zomer van 1956 volledig. Het voertuig staat daardoor ook bekend als OeAZ-69. In 1970 werd de productie gestaakt, in Roemenië bouwde ARO het model in licentie van 1957 tot 1975.

## Basisversies
Er waren twee belangrijke versies, een type lichte vrachtwagen met twee deuren en een laadgedeelte voor 0,5 ton lading of zes militairen, de GAZ-69, en een versie met vier deuren voor personenvervoer. Dit laatste voertuig kon naast de bestuurder ook vier passagiers en vijftig kilogram lading meenemen en kreeg de typeaanduiding GAZ-69A. Beide versies konden een aanhangwagen met een totaalgewicht van 850 kilogram meenemen.

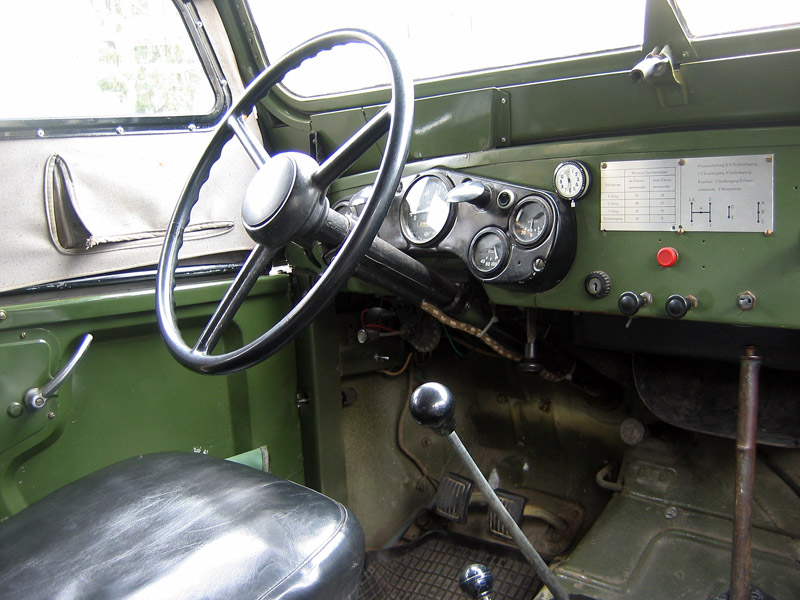
GAZ-69, zicht interieur

De voertuigen werden uitgerust met een watergekoelde viercilinderbenzinemotor met zijkleppen. De cilinderinhoud was 2.112 cc. Het motorvermogen was 55 pk bij 3.600 toeren per minuut. De aandrijving was alleen op de achterwielen, maar bij terreinrijden kon de aandrijving op de voorwielen worden bijgeschakeld. De versnellingsbak telde drie versnellingen vooruit en een achteruit. Een reductiebak was aanwezig.
Vanaf 1957 werd een andere benzinemotor met 10 pk extra vermogen geplaatst. Deze motor had een cilinderinhoud van 2.438cc. Voertuigen uitgerust met deze motor kregen bij de typeaanduiding een ‘M’ toegevoegd.

## Speciale versies
In 1952 werd een amfibievoertuig ontwikkeld op basis van de GAZ-69-jeep, de GAZ-46 MAV. De MAV (Russisch, малый автомобиль водоплавающий, ofwel klein drijvend voertuig) is ook bij Warschaupactlanden in gebruik geweest.

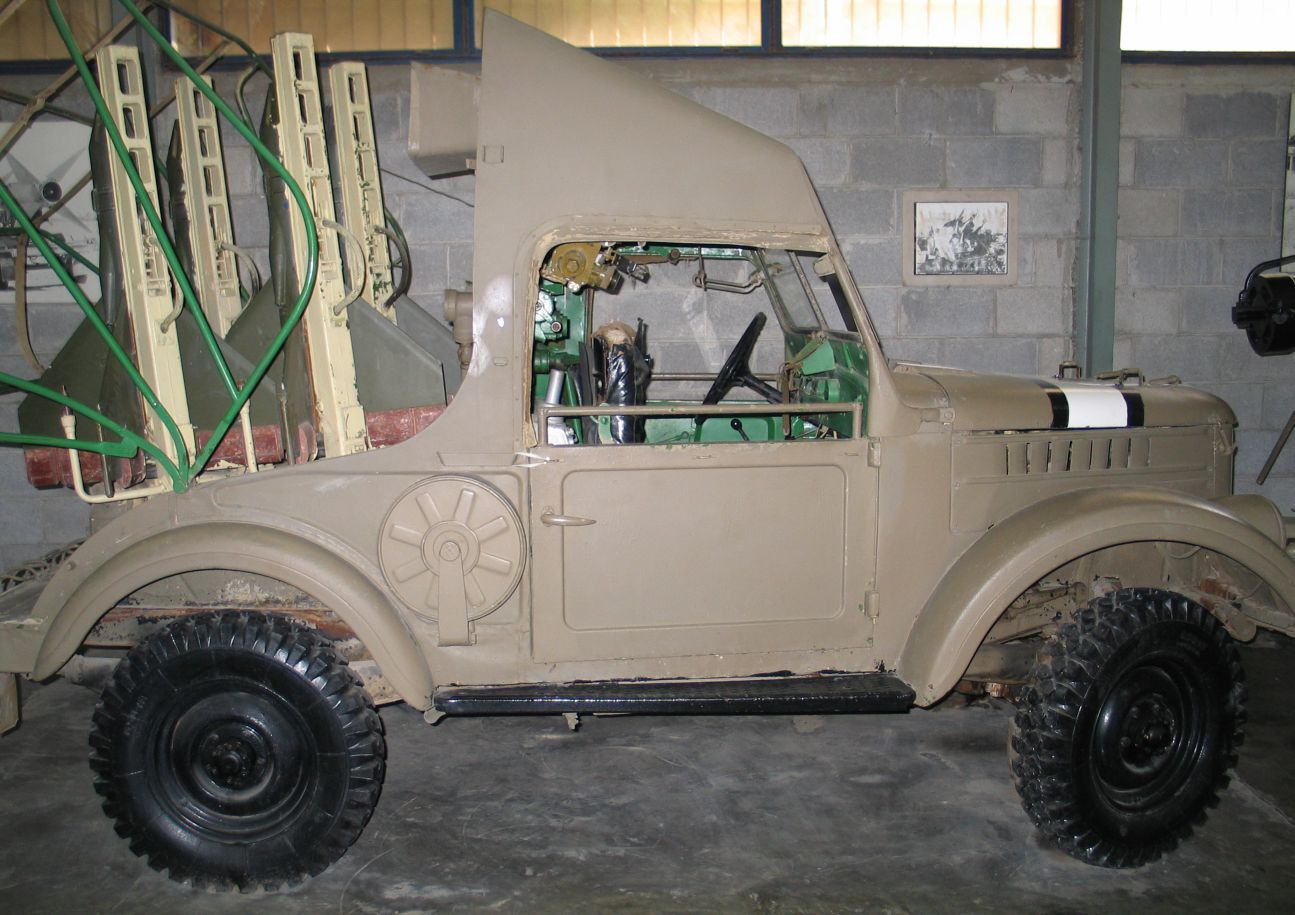
2P26, met raketlanceerinstallatie

In 1960 werd op het voertuig vier Snapper-antitankraketten in het laadgedeelte geplaatst. Deze werden tijdens transport afgedekt met een zeil. In de bestuurderscabine was een achterraam geplaatst om zicht te houden bij de lancering. De raketten konden ook tot maximaal 30 meter buiten het voertuig worden afgevuurd.

## Gebruik
Reeds in 1959 was het voertuig in gebruik in 22 landen. Veel landen van het Warschaupact maakten ervan gebruik, maar het voertuig werd ook geëxporteerd naar onder andere Cuba, Egypte, Syrië en Vietnam. De opvolger van de GAZ-69 was de OeAZ 469.
Personenauto's:
GAZ-A ·
GAZ-M1 ·
GAZ-M415 ·
GAZ 12 ZIM ·
GAZ-13 Tsjaika ·
GAZ-14 Tsjaika ·
GAZ M20 Pobeda ·
GAZ M21 Volga ·
GAZ-22 Volga ·
GAZ 24 Volga ·
GAZ 31 Volga ·
GAZ-3102 Volga ·
GAZ-3110 Volga ·
GAZ-31105 Volga ·
GAZ-61 ·
GAZ-64 ·
GAZ-67 ·
GAZ-69 ·
GAZ-M72 ·
GAZ Volga Siber

Bestelauto's:
GAZelle ·
GAZelle-Business ·
GAZelle NEXT

Vrachtauto's:
GAZ-AA ·
GAZ-4 · 
GAZ-AAA ·
GAZ-MM ·
GAZ-21 ·
GAZ-S1 ·
GAZ-410 ·
GAZ-42 ·
GAZ-44 ·
GAZ-51 ·
GAZ-93 ·
GAZ-52 ·
GAZ-53 ·
GAZ-55 ·
GAZ-56 ·
GAZ-60 ·
GAZ-62 ·
GAZ-63 ·
GAZ-65 ·
GAZ-66 ·
GAZ-3307 ·
GAZ-3308 Sadko ·
GAZ-3309 ·
GAZ-3310 Waldai ·
GAZon NEXT ·
Sadko NEXT

Autobussen:
GAZ-03-30 ·
GAZ-05-193 ·
GZA-651 ·
GAZelle City

Militaire voertuigen:
BA-3/6 ·
BA-64 ·
BA-10 ·
BA-20 ·
BRDM-1 ·
BRDM-2 ·
BTR-40 ·
BTR-60 ·
BTR-70 ·
BTR-80 ·
BTR-90 ·
GAZ-46 ·
GAZ-2330 ·
GAZ-2975 Tigr ·
GAZ-34039 ·
GAZ-3409 ·
GAZ-3937 ·
GAZ-5903 ·
GT-S ·
GT-SM ·
SU-76 ·
T-38 ·
T-60 ·
T-70 ·
T-80 ·
GAZ-3344 ·
GAZ-3351 ·
VPK-3927 Wolk